# 旧日立航空機立川工場変電所
旧日立航空機立川工場変電所（きゅうひたちこうくうきたちかわこうじょうへんでんしょ）は、東京都東大和市にある、1938年（昭和13年）から1993年（平成5年）まで使用されていた変電所である。「西の原爆ドーム、東の変電所」とも称される戦争遺跡であり、東大和市の指定文化財（市史跡）に指定されている。

## 概要

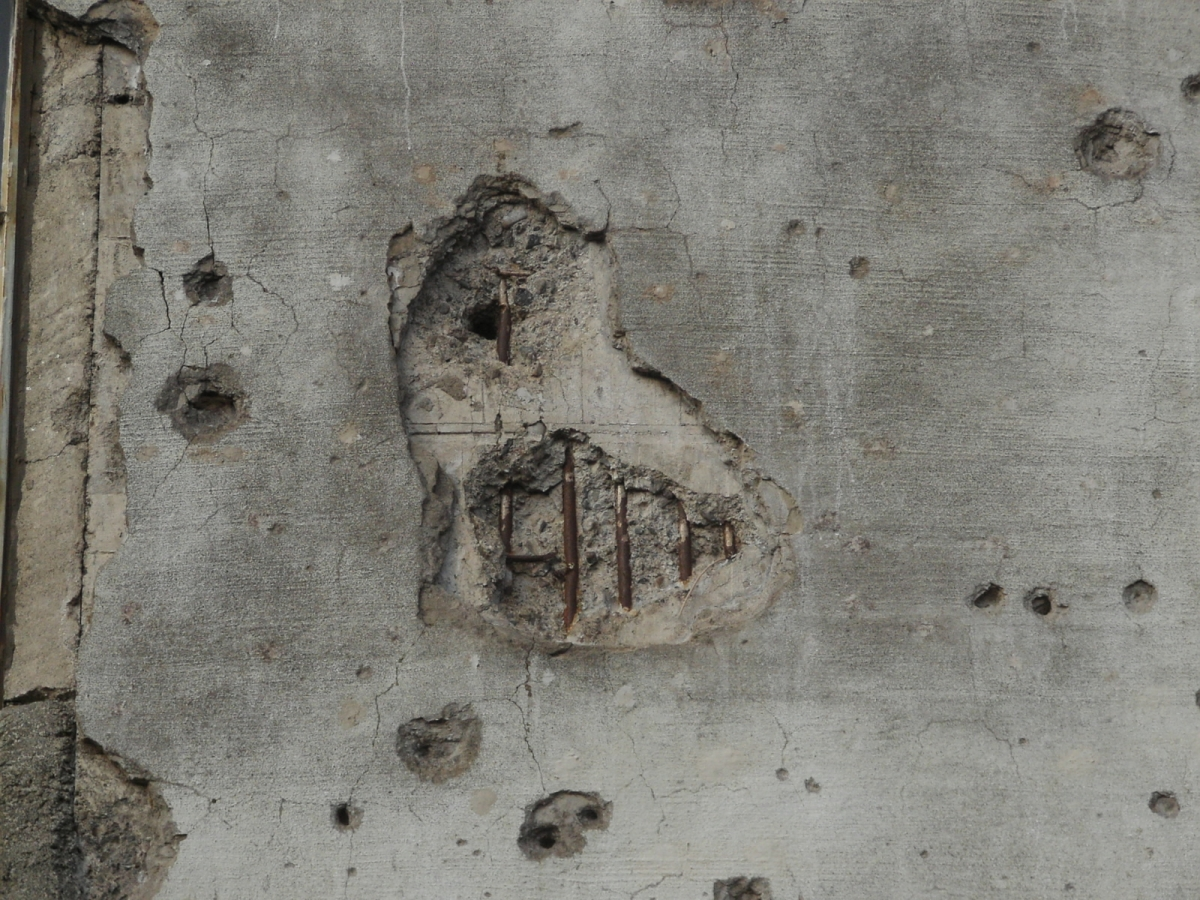
変電所外壁に残る機銃掃射の弾痕

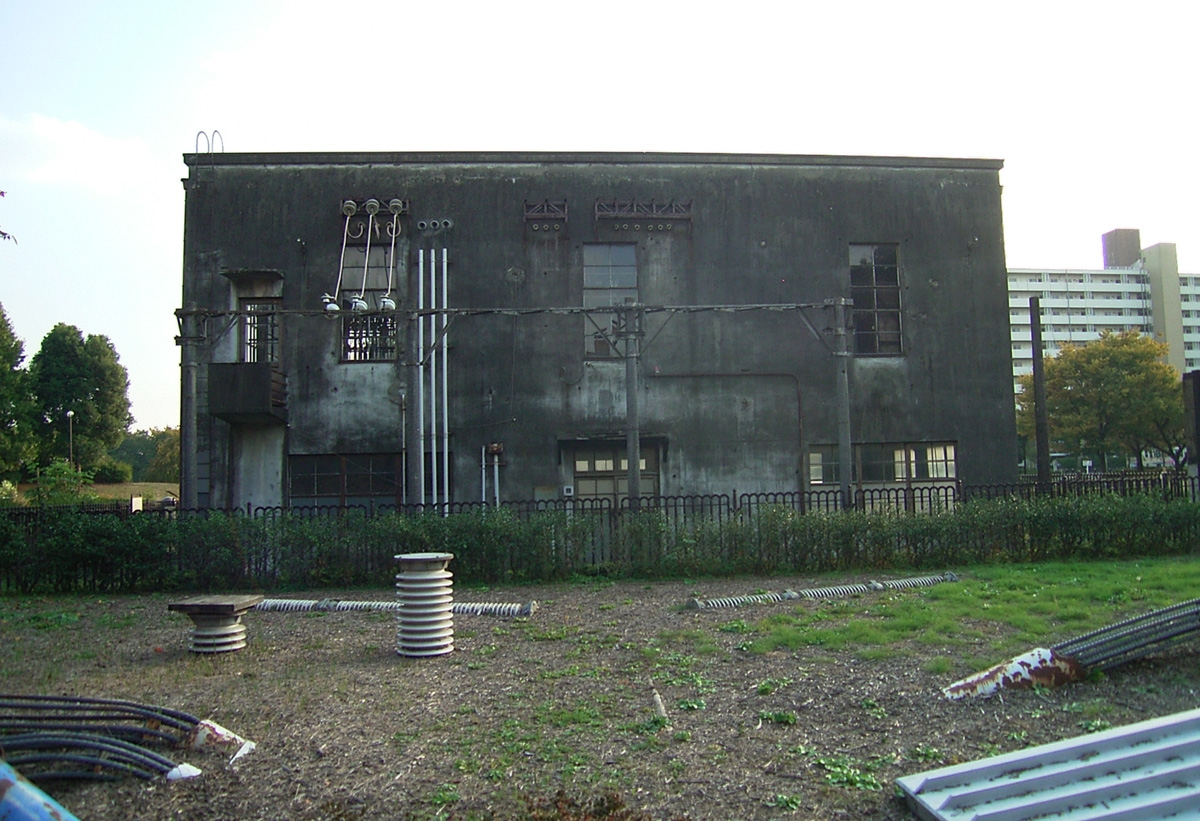
変電所裏側に残る変電施設の一部。手前にはモニュメントが設置されている

この変電所は、航空機のエンジンを生産する軍需工場へ送電する変電施設として1938年（昭和13年）に東京瓦斯電気工業株式会社変電所として作られた。翌年には日立製作所と合併、日立航空機株式会社立川工場＜立川発動機製作所＞の変電所に改称する。戦局の激化に伴い1945年（昭和20年）2月17日、F6Fヘルキャット戦闘機、4月19日、P-51ムスタング戦闘機らによる機銃掃射、4月24日にはB-29 101機の編隊による空襲により被災。隣接する工場は大破したが変電所は大きな被害は免れた。戦後は、東京瓦斯電気工業を合併した富士自動車（後の小松ゼノア）の変電所として機銃掃射を受けたクレーター状の弾痕を残しつつ、内部の変電施設の更新を実施しながら1993年（平成5年）まで変電所として使用された。

### 都立公園内の文化財
現在は東京都の都立公園の整備事業のひとつとして変電所の敷地を買い上げて、都立東大和南公園の文化財として1993年（平成5年）に整備された。旧日立航空機立川工場変電所は1995年（平成7年）に東大和市の史跡に指定され、東大和市が保存・管理を行っている。なお建物内部に立ち入ることはできないが、毎月第2日曜日の午後1時から4時まで公開されているのと、不定期に開催されるイベントの際に一般に開放されており、内部を見ることができる。

### モニュメント
近隣の市民が利用する都立公園として整備された際に、建物の裏側周囲に変電所にちなんだモニュメントが多数設置された。ただし、このモニュメントは東京都が公園デザインの一環として設置したため、当時の旧日立航空機株式会社が製造していた物とは関係がない部品が置かれている。そのため、戦災変電所の保存運動を行って来た市民団体からは撤去して欲しいとの声がある。また、変電所から西へ約200 m の位置に同じ空襲を潜り抜けて生き残った工場の給水塔が2001年（平成13年）1月まで存在していたが、土地所有者の西武鉄道と保存を求める東大和市との交渉が上手くいかずに撤去されることになり、1月～3月に解体工事が行われた。その際、弾痕のある壁面の一部が切り取られ、変電所前に展示されている。

## アクセス
多摩都市モノレール線、西武拝島線の玉川上水駅北口を出て徒歩約5分。
多摩都市モノレール線の桜街道駅を出て徒歩4分。
ちょこバス往復ルートの東大和市ロンドみんなの体育館（戦争建造物「変電所」）下車徒歩1分